# Kościół św. Józefa w Tomaszowie Lubelskim
Kościół świętego Józefa w Tomaszowie Lubelskim – rzymskokatolicki kościół parafialny należący do parafii pod tym samym wezwaniem (dekanat Tomaszów-Południe diecezji zamojsko-lubaczowskiej).

## Historia
Budowa świątyni została rozpoczęta wiosną 1986 roku. Projektantem i kierownikiem budowy był mgr Zygmunt Nowak z Tomaszowa Lubelskiego. Ówczesny proboszcz, ks. Stanisław Wrzołek, starał się o pozwolenie na prace budowlane, zgromadził także wiele materiałów budowlanych. Niestety w tym samym roku bardzo poważnie zachorował. Po ciężkiej chorobie zmarł w dniu 20 lipca 1987 roku. Obowiązki prowadzenia parafii i budowania świątyni podjął miejscowy wikariusz, ks. Henryk Kulik. 
Kamień węgielny pod budowę świątyni został poświęcony przez papieża Jana Pawła II. Stało się to podczas jego pobytu w Lublinie 9 lipca 1987 roku. Na tablicy pamiątkowej znajduje się następująca treść:
„Kamień węgielny pod budowę kościoła pod wezwaniem św. Józef poświęcony ręką papieża – Polaka Jana Pawła II – 9. 07.1987″.
Dzięki ofiarności parafian prace przy świątyni postępowały bardzo szybko. Na początku został wzniesiony tzw. „dolny” kościół, w którym już w dniu 25 grudnia 1987 roku została odprawiona pasterka, której przewodniczył biskup pomocniczy diecezji lubelskiej ks. prof. Jan Śrutwa. On także poświęcił tę część świątyni. Od tego dnia regularnie odprawiane były msze święte i nabożeństwa. 
W dniu 25 grudnia 1989 roku ks bp Jan Śrutwa poświęcił dwa dzwony znajdujące się przy świątyni. Zostały one ufundowane przez parafian. Większy – św. Józef – waży 350 kilogramów. Umieszczony jest na nim napis: „Św. Józefie, Stróżu Świętej Rodziny opiekuj się rodzinami naszej parafii”. Dugi dzwon – Maryja – waży 220 kilogramów, nosi imię Maryja i jest opatrzony napisem: „Matko, która nas znasz, z dziećmi Twymi bądź”. Oba dzwony zostały odlane w Przemyślu przez Firmę Felczyńskich. Zamontowane zostały w dniu 14 listopada 1989 roku.
Budowa świątyni zakończyła się w dniu 25 grudnia 1990 roku. W tym dniu świątynię poświęcił ks. bp Jan Śrutwa. Od tego czasu regularnie odprawiane są w nim msze święte oraz inne nabożeństwa. 

## Organy
Organy zostały wybudowane przez Josefa Zeilhubera w 1958 roku. Sprowadzono je z kościoła Wniebowzięcia NMP w Haag in Oberbayern, w Niemczech. Zamontował je przez Adam Pachołek. Podczas montażu wymieniono klawiatury ręczne, oskórowanie obu miechów, wszystkie mieszki i filce oraz wykonano nową obudowę wyciszającą pracę dmuchawy.
Instrument został poświęcony 31 października 2021 przez Biskupa Mariana Rojka.
Dyspozycja instrumentu:
| Manuał I             | Manuał II             | Pedał                  |
| -------------------- | --------------------- | ---------------------- |
| 1. Mixtur 1 1/3’     | 1. Metallflöte 8’     | 1. Trompete 8’         |
| 2. Superoktave 2’    | 2. Dulzgedackt 8’     | 2. Rauschbass 2’       |
| 3. Nasat 2 2/3’      | 3. Salizional 8’      | 3. Spitzgedackt 4’     |
| 4. Quintade 4’       | 4. Ital. Prinzipal 4’ | 4. Gedecktbass 8’      |
| 5. Oktave 4’         | 5. Spitzflöte 4’      | 5. Oktavbass 8’        |
| 6. Gemshorn 8’       | 6. Schwiegel 2’       | 6. Gedacktpommer 16’ * |
| 7. Rohrgedeckt 8’    | 7. Quinte 1 1/3’      | 7. Subbass 16’         |
| 8. Prinzipal 8’      | 8. Scharf 1’          | 8. Prinzipalbass 16’   |
| 9. Gedacktpommer 16’ | 9. Oboe 8’            |                        |